# Nicolau Forteza i Forteza
Nicolau Forteza i Forteza, nascut a Felanitx (Mallorca) l'any 1918, va ser un pintor de formació autodidàctica. Al principi era farmacèutic, però es desprengué de la seva farmàcia per dedicar-se exclusivament a la pintura. Des de l'any 1969 al 1977 va ser president de l'Agrupació Nacional Sindical de Belles Arts a Balears. A partir de l'any 1985 va ser membre de l'Acadèmia Europea de les Arts. Actualment suas obras son exposas en diverses punts a Mallorca i tot arreu del món, la coleccio mes numerosa e important es troba en Portugal en la ciutat de Queijas, .